# Anna Fiodorovna Vólkova
Anna Fiodorovna Volkova (en alfabeto ruso: Анна Фёдоровна Волкова; 1800-1876), fue una química rusa que trabajaba predominantemente con amidas.
Durante finales de 1860, fue educada en química a través de conferencias públicas en la Universidad de San Petersburgo. Fue la primera mujer en graduarse como química (1870), la primera mujer miembro de la Sociedad Rusa de Química, la primera mujer rusa en publicar un trabajo químico y es considerada la primera mujer en publicar su propia investigación química de un laboratorio de química moderna.
Desde 1869 trabajó en el laboratorio de Alexander Nikolayevich Engelhardt. Dictó cursos prácticos para las estudiantes en San Petersburgo bajo la tutela de Dmitri Mendeléyev. En 1870, fue la primera química en preparar ácido o-toluenosulfónico puro y su cloruro de acilo y amida. También fue la primera en preparar el fosfato de paratricresol, un componente importante de un plastificante, a partir del p-cresol.

## Biografía
Desde 1869, Volkova trabajó en el laboratorio de Alexander Nikolayevich Engelhardt en el Instituto Forestal de San Petersburgo; desde 1870, en el laboratorio de PA Kochube . Asistió a las clases de DI Mendeleev a través de los cursos públicos de San Petersburgo.
En 1870, Volkova publicó un artículo donde describió por primera vez la producción de ácido orto-toluenosulfónico puro , su cloruro de acilo y amida; más tarde, su descubrimiento del cloruro de acilo y la amida se utilizó como base para la producción de sacarina .
Al hacer reaccionar los ácidos toluenosulfónicos con la base, Volkova obtuvo los correspondientes cresoles , facilitando así el descubrimiento de los ácidos sulfónicos . Volkova fue la primera en sintetizar fosfato de para-tricresol a partir de para-cresol , que actualmente se utiliza como componente plastificante para plásticos. 
Entre 1870 y 1873, Volkova publicó aproximadamente dos docenas de artículos en la revista de la Sociedad Química Rusa sobre las amidas de los ácidos sulfónicos aromáticos y algunos de sus derivados.
En 1871, Volkova presidió una sesión de química y presentó dos ponencias en el Tercer Congreso de Naturalistas Rusos en Kiev. Los compuestos sintetizados por Volkova se encontraban entre los nuevos materiales preparados por químicos rusos, que se exhibieron en la Exposición Industrial Mundial de Londres en 1876.
A pesar de una carrera muy corta, terminada por una enfermedad relacionada con la pobreza y una muerte prematura en 1876, Volkova llevó a cabo una notable cantidad de trabajo sintético y fue muy apreciada por sus colegas científicos.

## Logros científicos
- Obtenido en forma pura del ácido orto-toluenosulfónico, su cloruro de ácido y su amida (1870);
- Fosfato de para-tricresol sintetizado a partir de para-cresol;
- Descubrió la estructura de los ácidos toluenosulfónicos;
- Descubrió que la sustitución del átomo de hidrógeno del residuo de amoniaco en las amidas de ácidos sulfónicos por un residuo de ácido (por ejemplo, el residuo de ácido benzoico) produce derivados de amida que muestran todas las reacciones de los ácidos, además de obtener los correspondientes cloruros de acilo y amidas.[8]

## Memoria
El cráter Volkova en Venus recibe su nombre en honor a la científica.